# La banda (film 2001)
La banda è un film del 2001, diretto da Claudio Fragasso, con protagonisti Edoardo Leo e Claudio Vanni.

## Trama
Cinque bambini della periferia di Roma, Dado, Mirko, Lele, Manolo e Rocco, cresciuti nello stesso edificio formano un gruppetto, soprannominato "La banda" all'insegna di Sor Umberto detto Cocìs (Ninetto Davoli), padre di Dado che dopo una caduta da un'impalcatura e il conseguente coma è convinto di essere un capo indiano. I cinque, crescendo in un clima di forte disagio e indigenza si giurano amicizia eterna.
Anni dopo Rocco, divenuto poliziotto a Milano e sposato con la sua collega Giulia, nel giorno del suo anniversario finisce in mezzo ad una sparatoria nella galleria del Corso in un tentativo di agguato ad una prostituta assistendo impotente alla morte di Giulia. Grazie ad un informatore viene a sapere che il responsabile è Doren Tectra, giovane boss della criminalità organizzata albanese che ha messo le proprie radici anche in Italia. Dallo stesso informatore viene a sapere che l'organizzazione di Tectra è da poco giunta a Roma dopo che un loro corriere della droga ha perso 50 milioni di cocaina dopo essere stato fermato dalla polizia. Rocco scopre che il corriere della droga ricercato dagli albanesi è proprio l'amico di infanzia Lele e i suoi complici i suoi vecchi compagni della "banda". Rocco decide così di ritornare nel suo vecchio palazzo di periferia e infiltrarsi nella sua vecchia banda con la scusa di una rimpatriata. Ma il suo ruolo di tutore della legge, la sua brama di vendetta per la morte di sua moglie e la comprensione della situazione delle sue vecchie amicizie intrappolate in un disagio sociale che appare irreversibile e senza uscita metteranno Rocco e i suoi amici di fronte a scelte che avranno conseguenze tragiche e inaspettate.

## Distribuzione
Girato per il cinema con un budget di tre miliardi di lire, il film non fu mai distribuito nelle sale a causa di divergenze insorte fra Medusa Film e Mediaset. La pellicola ha partecipato nella sua versione integrale in concorso al festival del cinema europeo EuropaCinema di Viareggio, dove ha vinto. Dopo una distribuzione limitata in VHS (e assente in DVD) il film è stato trasmesso per la prima volta il 6 settembre del 2007 in seconda serata su Canale 5 (e riproposto occasionalmente in fascia notturna).
Il film ebbe anche una distribuzione all'estero con il titolo The Squad, seppur tagliata di alcune scene, tra cui l'intero prologo dei protagonisti da bambini.